# Ashburn (Wirginia)
Arcola – miejscowość spisowa w Stanach Zjednoczonych, w stanie Wirginia, w hrabstwie Loudoun.